# 사미인 (드라마)
《사미인》(思美人)은 2017년 방송되었던 중국의 드라마이다.

## 소개
- 전국시대 굴원의 자유분방한 인생과 아름다운 사랑을 그린 드라마

## 등장 인물
- 마가 (马可) - 굴원 역
- 장신위 - 모수 역
- 차오전위 - 초 회왕 역
- 이자봉 (李子峰) - 굴유 역
- 양전 (梁田) - 소벽하 역
- 란시 - 남왕후 역
- 이은서 (李恩西) - 영영 역
- 류윈 - 정수 역
- 이우헌 (李雨轩) - 장의 역
- 뤄자량 - 진 혜문왕 역
- 톈뉴 - 초위후 역
- 인주성 (尹铸胜) - 굴백용 역
- 오천천 (鄔倩倩) - 백혜 역
- 종봉암 (宗峰岩) - 제 선왕 역
- 오양 (吴恙) - 욕란 역
- 팽박 (彭博) - 장갹 역
- 황효완 (黄晓婉) - 선태후 역
- 남격 (藍格) - 채미 역
- 왕신유 (王新宇) - 유삼 역
- 도금한 (都金翰) - 목역 역